# Synagogue à la Cigogne Blanche

Synagogue

Wrocław (anciennement Breslau) est une ville polonaise, située en Basse-Silésie, qui appartenait à la Prusse jusqu'en 1871, puis à l'Allemagne, et qui a été rattachée à la Pologne en 1945.
Avant la Seconde Guerre mondiale, Breslau avait une population juive d'environ 10 000 personnes, qui furent presque toutes déportées vers des camps d'extermination ou fusillées par les nazis.
Après la guerre, les Juifs survivants furent rejoints par quelques centaines de coreligionnaires originaires des territoires nouvellement annexés par l'Union soviétique.
Beaucoup de Juifs émigrèrent après 1968 à la suite des violentes attaques antisémites du gouvernement polonais. Certains revinrent après 1989, après la désintégration du bloc soviétique. La communauté juive de Wrocław est la troisième en importance après celles de Varsovie et de Cracovie et compte actuellement environ 200 familles.
La synagogue à la Cigogne Blanche (en polonais: "Synagoga pod Białym Bocianem"; en allemand: "Synagoge Zum Weißen Storch"), située 7 rue Paweł Włodkowic, est actuellement l'une des deux synagogues en activité à Wrocław.
Bâtie en 1827-1829, elle a été affectée successivement au judaïsme libéral (1829-1872), au judaïsme conservateur (1872-1939) et au judaïsme orthodoxe (1945-1974 et de 1996 à nos jours).
C'est la plus grande, et la principale synagogue de la petite communauté juive de Wrocław.

## Histoire

### Une très longue gestation
L'idée de la construction de la synagogue date de 1790, quand le ministre silésien, le comte Karl Georg Heinrich von Hoym, propose la construction d'une synagogue accessible à toute la communauté juive de Wrocław, mais demande en contrepartie, la fermeture de toutes les synagogues privées et les autres lieux de prière. Ce projet ne se réalisera pas en raison du manque d'intérêt, et même de l'opposition des Juifs orthodoxes.
En août 1819, le ministre de l'intérieur situé à Berlin, envoie une lettre au nom du roi Frédéric-Guillaume III de Prusse, dans laquelle il demande clairement la construction d'une grande synagogue accessible à toute la communauté juive, et la fermeture de tous les petits lieux de prière.
Les dirigeants de la communauté, après de longs débats et tergiversations, refusent d'exécuter la demande royale. Le 2 avril 1820, la communauté juive adresse une lettre au responsable de la police de Wrocław, dans laquelle elle explique les raisons qui l'ont poussée à rejeter la demande royale. Le problème principal est un manque de fonds pour la construction, mais aussi des problèmes non résolus concernant le judaïsme dans la constitution annoncée dans l'édit de 1812.
La réponse à la lettre de la communauté juive est cette fois contraignante, et impose la construction d'une nouvelle synagogue dans les deux ans.
Une collecte de fonds est alors lancée rapidement. 9812 thalers sont recueillis, dont 6777 provenant de la congrégation libérale et le reste de huit petites communautés orthodoxes dirigées par le rabbin Salomon Tiktin. Cependant, la majorité des orthodoxes reste opposée à la construction de la synagogue et n'a pas participé à son financement. Les fonds obtenus ne sont en conséquence pas suffisants pour commencer la construction.
En 1819, sont exécutés les plans architecturaux de la synagogue qui reçoivent l'agrément de l'administration.
En décembre 1820, la communauté annonce la mise en vente des places pour la future synagogue, ce qui permet de récolter suffisamment d'argent pour commencer la construction et les tractations commencent avec le négociant Jacob Philippe Silberstein pour l'achat du terrain situé 35 rue Saint-Antoine, terrain où était situé auparavant une auberge du nom de "A la Cigogne Blanche", d'où le nom de la synagogue.
En juin 1821, les responsables de la communauté juive suspendent la construction de la synagogue en raison de l'opposition de la majorité de ses membres, due à de très nombreuses divergences et un manque d'unité dans la communauté

### La construction
En 1826, l'idée de construire une grande synagogue pour l'ensemble de la communauté est relancée par la partie libérale de la communauté. Une des raisons en est l'expiration du bail de la synagogue Tempel, où se rassemblaient les juifs libéraux.
Les travaux débutent en 1827 sur le terrain acheté fin 1820 rue Saint-Antoine, et sont conformes au projet architectural de 1819

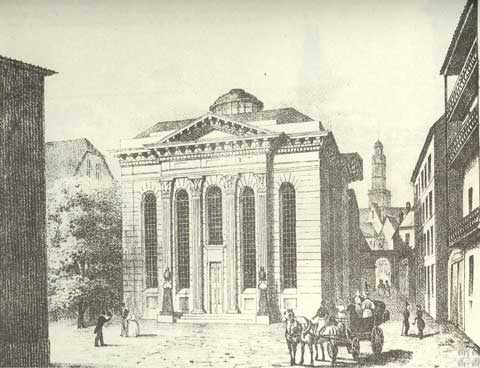
Synagogue en 1830

Le 23 avril 1829 a lieu l'inauguration officielle de la synagogue, suivie 13 jours plus tard, le 10 avril par le premier office religieux. Elle sert tout d'abord comme synagogue privée pour les membres de la congrégation libérale.
La synagogue a été construite selon les plans de l'architecte allemand Carl Ferdinand Langhans, en même temps conseiller technique, dans le style silésien-prussien du XVIIIe siècle pour les bâtiments religieux. Les décors intérieurs sont l'œuvre du peintre Raphael Biowa et de son fils, auxquels on avait initialement attribué la paternité du projet de la synagogue.

### Après l'inauguration
En 1847, la synagogue devient la principale synagogue de la communauté juive libérale de Wrocław. En 1872, après la construction de la "Nouvelle synagogue" (en polonais: " Nowa Synagoga "; en allemand : "Neue Synagoge"), au pied des remparts, la synagogue "à la Cigogne Blanche" est attribué aux Juifs conservateurs. À la même époque, en 1872-1873, des travaux de réparation sont entrepris qui brisent la composition harmonieuse du bâtiment.
Trois escaliers extérieurs sont alors ajoutés, conduisant aux galeries des femmes. L'escalier se trouvant dans l'angle sud-est sera supprimé lors des travaux de restauration de 1997.

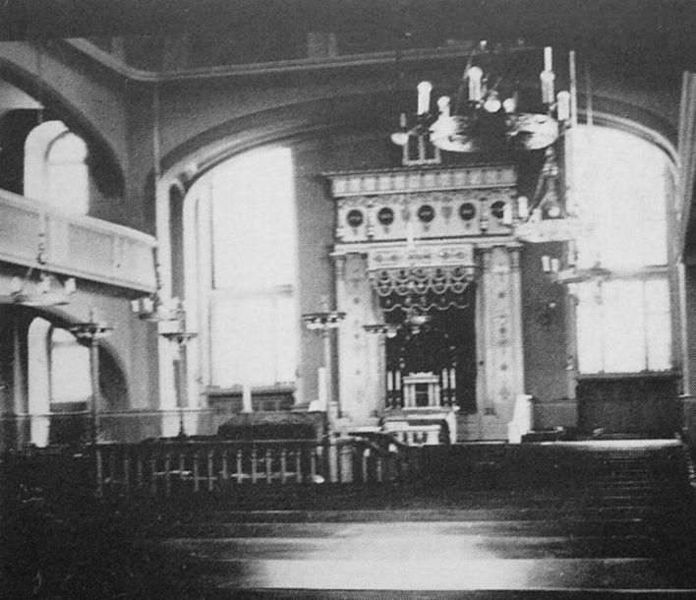
Intérieur de la synagogue avant-guerre

En 1905, l'intérieur de la synagogue est réaménagé par les frères Paul et Richard Ehrlichow, qui installent une nouvelle galerie en béton de style néoromantique pour les femmes en remplacement de la galerie en bois reposant sur 12 colonnes. En 1928-1929, pour son centième anniversaire, la synagogue subit d'importantes transformations de modernisation.
L'extérieur et l'intérieur sont rénovés, l'éclairage électrique est ajouté ainsi que le chauffage central, mais le plus important est la construction en son centre d'une bimah (chaire) conçue par A. Grotte.

### La Nuit de Cristal et la Seconde Guerre mondiale
Lors de la Nuit de Cristal, du 9 au 10 novembre 1938, les milices hitlériennes de Breslau dévastent l'intérieur de la synagogue. Mais heureusement à cause de la proximité des autres bâtiments, la synagogue ne sera pas incendiée comme le fut la magnifique Nouvelle synagogue. La synagogue est provisoirement rénovée après ces événements et sert simultanément aux Juifs libéraux et aux conservateurs, bien que les offices aient lieu séparément et à des horaires différents.
Dès le début de la Seconde Guerre mondiale, la synagogue est transformée en garage et sert d'entrepôt pour le stockage des biens confisqués aux Juifs. Une partie des aménagements intérieurs est détruit ou volé. La cour de la synagogue sert de lieu de rassemblement pour la déportation des Juifs de Breslau vers les camps d'extermination.

### L'après-guerre
Breslau et une grande partie de la Silésie sont rattachées à la Pologne. Breslau prend alors le nom polonais de Wrocław.
Le 13 août 1945, le comité juif de Wrocław demande au gouverneur de la ville, Alexandre Wachniewski, la restitution à la communauté juive de la synagogue, alors occupée par la milice industrielle. Le bâtiment doit être entièrement réparé et réaménagé afin de répondre au besoin du culte juif.
Dans les années 1960, les vitraux de la synagogue sont brisés par des vandales qui resteront inconnus.
Après les événements de mars 1968 et l'émigration forcée de la majorité de la petite communauté juive de Wrocław, les services religieux ne sont plus célébrés qu'occasionnellement. En 1974, sur la base d'une loi sur les biens appartenant avant-guerre à des Allemands, la synagogue est confisquée par l'État et, la même année, transférée à l'Université de Wrocław. La synagogue doit être transformée en bibliothèque, en salle de lecture et en salle de conférence de l'Université. Les travaux débutent en 1976 pour l'adapter à ses nouvelles fonctions. Le sol est remplacé, de même que des fragments de peintures polychromiques. Après quelques mois cependant, les travaux doivent être suspendus par manque de crédits.
En 1984, le bâtiment de la synagogue est acheté par le Centre de la culture et des arts pour les représentations de différents artistes. Par deux fois, la synagogue sera alors endommagées par des incendies. En 1989, le bâtiment est transmis à l'Académie de musique de Wrocław, qui désire la transformer en salle de concert. Le toit est alors démonté mais les travaux sont arrêtés et le bâtiment commence à tomber en ruine, les murs exposés à la pluie moisissent et les crépis et décorations se détachent.
En 1992, la synagogue est achetée par un homme d'affaires privé Jacek Lesiczka, qui n'effectue pas de travaux de réparation ni de conservation. Dès lors, poussée par Erica Bowesa, une Juive de Wrocław qui vit maintenant aux États-Unis, la communauté juive décide de récupérer la synagogue.
Les négociations entre le propriétaire du bâtiment et les officiels de la municipalité échouent car le prix demandé par Jacek Lesiczka est exorbitant.
Les représentants de la communauté juive décident de contacter l'archevêque de Wrocław, le cardinal Henryk Roman Gulbinowicz, au sujet du bâtiment délabré. Grâce à son entregent et à sa persuasion, le ministre de la culture et des arts accepte de racheter la synagogue et de la remettre à la communauté juive.

### Après 1995

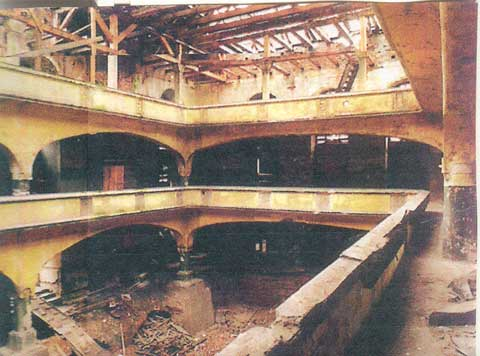
Intérieur de la synagogue en 1996 avant les travaux

Le 24 septembre 1995, pour la première fois depuis de nombreuses années, un office est célébré à l'occasion de la fête de Roch Hachana, auquel participent 400 personnes. À cette occasion, retentit le nouveau chœur de la synagogue "À la Cigogne Blanche". En 1996, la synagogue redevient officiellement la pleine propriété de la communauté juive de Wrocław. Actuellement elle est destinée à la communauté juive orthodoxe.
Dès mai 1996, sont entrepris de lourds travaux de restauration. La première phase, qui concerne la réparation du toit, est financée par une fondation germano-polonaise. La deuxième phase démarre en juin par le gros œuvre des parties restantes du bâtiment.
La troisième phase, qui débute fin 1998, concerne les finitions, comme la remise en état des murs craquelés, la reconstruction des encadrements des fenêtres et le plafond de la nef centrale, l'installation d'un chauffage et un nouvel escalier. Des fonds provenant de "KGHM Polska Miedź", le plus grand combinat minier polonais, permettent de terminer l'intérieur.
Le 8 novembre 1998, lors de la célébration du 60e anniversaire de la Nuit de Cristal, un service religieux solennel se déroule à la synagogue à la mémoire des victimes de ces événements. Ces célébrations sont aussi l'occasion de fêter le retour à la communauté et le sauvetage de la synagogue.

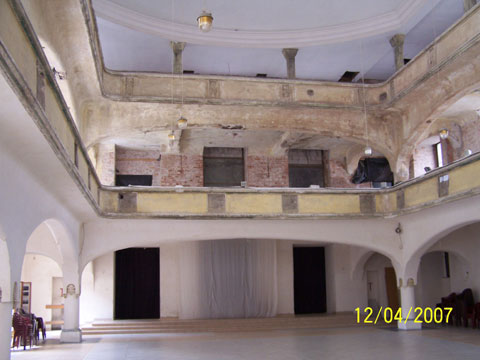
Intérieur de la synagogue en avril 2007 en cours de restauration

Le 10 mai 2002, vers 20h 30, des inconnus mettent le feu à des matériaux de construction stockés contre le mur ouest de la synagogue. Grâce à l'arrivée rapide des pompiers appelés par le gardien, les dégâts purent être limités.
Le 7 mai 2005, le Centre de culture et d'éducation juive ouvre dans les locaux de la synagogue, financé par la fondation de Bente Kahan, directrice du centre et directrice artistique de la synagogue. La fondation Bente Kahan, avec l'Association des communautés juives de Pologne, désirent faire de la synagogue "à la Cigogne Blanche", un centre communautaire moderne avec la création du Musée juif de Wrocław.
Le 10 novembre 2007, a été inauguré le nouvel Aron ha-kodech (Arche sainte), qui rappelle celui qui se trouvait dans la synagogue avant-guerre et juste après.

## Architecture
Le bâtiment rectangulaire, orienté d'Ouest en Est, est construit en briques dans un style architectural classique avec des éléments romans. Les façades Ouest et Est sont divisées en trois parties. Sur la face occidentale, la partie centrale en légère saillie comprend quatre immenses pilastres carrelés de style corinthien, reliés entre eux par le pignon d'ornement triangulaire. La lumière entre dans la synagogue par de très hautes fenêtres à arc cintré ainsi que par un petit lanterneau octogonal surmonté d'un petit dôme, situé au-dessus de la salle de prières.
Certains motifs orientaux, comme des palmiers ou des feuilles de papyrus sur les chapiteaux des pilastres permettent de souligner le caractère juif du bâtiment d'après l'architecte Langhans, bien qu'il soit difficile de l'extérieur de reconnaître le caractère cultuel du bâtiment.
Le bâtiment se compose de trois niveaux. La salle principale de prières, abaissée par rapport au niveau de la rue, possède des voûtes soutenant de trois côtés les deux étages de galeries néoromantiques des femmes, construites en béton en 1905. Elles remplacent les anciennes galeries en bois portées par douze colonnes et des pilastres encastrés dans les murs. Deux escaliers sur les côtés sud et ouest, installés en 1872, conduisent aux galeries.
Sur le mur intérieur Est, sous une arche monumentale, se trouvent l'Aron Ha-Kodesh (l'Arche sainte) richement ornée, et au-dessus un oculus. L'Arche sainte, soutenue par quatre colonnes, est recouverte de décorations orientales et surmontée des Tables de la Loi. Pendant de nombreuses années, les restes endommagés des boiseries de l'arche étaient conservés au musée historique de Wrocław. À l'origine, des marches permettaient d'accéder à l'Arche sainte, avec au milieu un autel.
Jusqu'en 1872, l'entrée située dans le mur sud était exclusivement utilisée pour les cérémonies religieuses importantes. Sur le fronton de la porte se trouvait une inscription inconnue en hébreu. Les marches descendant vers la salle étaient encadrées de deux lampadaires. Les entrées principales se situaient sur le mur ouest, au centre pour les hommes et sur les deux côtés pour les femmes.

## L'environnement
Juste après la construction de la synagogue, des maisons ont été construites sur les rues Paweł Włodkowic et Saint-Antoine, cependant, celle-ci reste bien visible de la Promenade et du passage couvert Pokoyhof. Le mur nord jouxte le jardin "Frédéric sous le sceptre d'or" et à l'ouest se trouve une place spacieuse où se trouvait auparavant la synagogue Tempel.
En 1901, un élégant bâtiment est construit sur le côté sud et ouest de la synagogue pour les dirigeants de la communauté juive de Wrocław. Pour cette raison, il existe maintenant devant la partie sud de la synagogue une cour menant à la grande porte de la maison communautaire.

## La synagogue comme centre culturel
La synagogue "À la Cigogne Blanche" ne se limite pas uniquement au culte: elle est aussi un centre dynamique de la culture juive où se déroulent fréquemment des expositions, des concerts, des ateliers et des conférences.
Depuis décembre 1999 ont lieu le samedi soir, après la fin du Chabbat, des concerts de klezmer, de musique synagogale et de musiques juives et israéliennes. Le chœur de la synagogue "À la Cigogne Blanche" est actuellement le seul chœur de musique synagogales en Pologne. Du 24 juillet au 12 août 2007 a eu lieu un cycle de concerts de jazz dénommé "Musique d'été à la Cigogne Blanche" organisé par la fondation Bente Kahan.

## Galerie

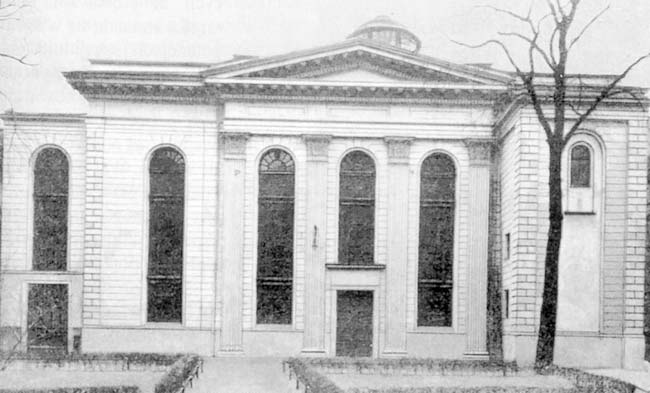
Synagogue avant-guerre
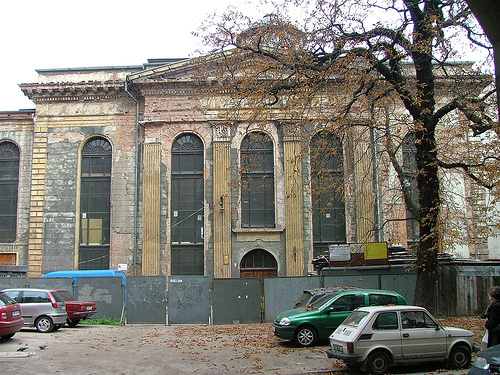
Synagogue en 2004
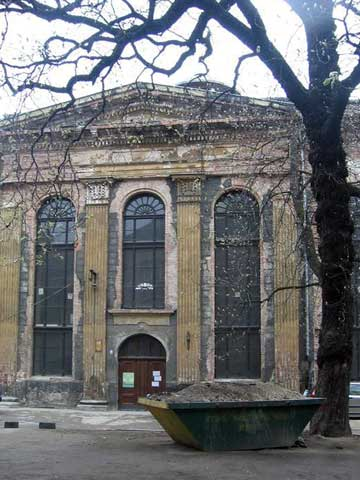
Synagogue – novembre 2006
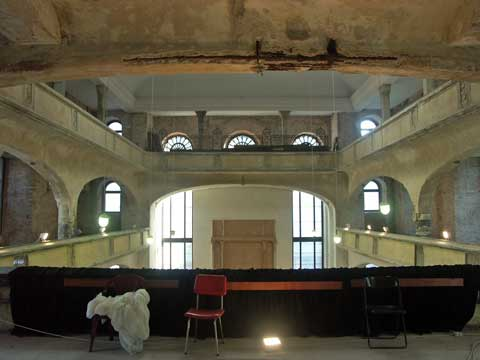
Intérieur de la synagogue – novembre 2006
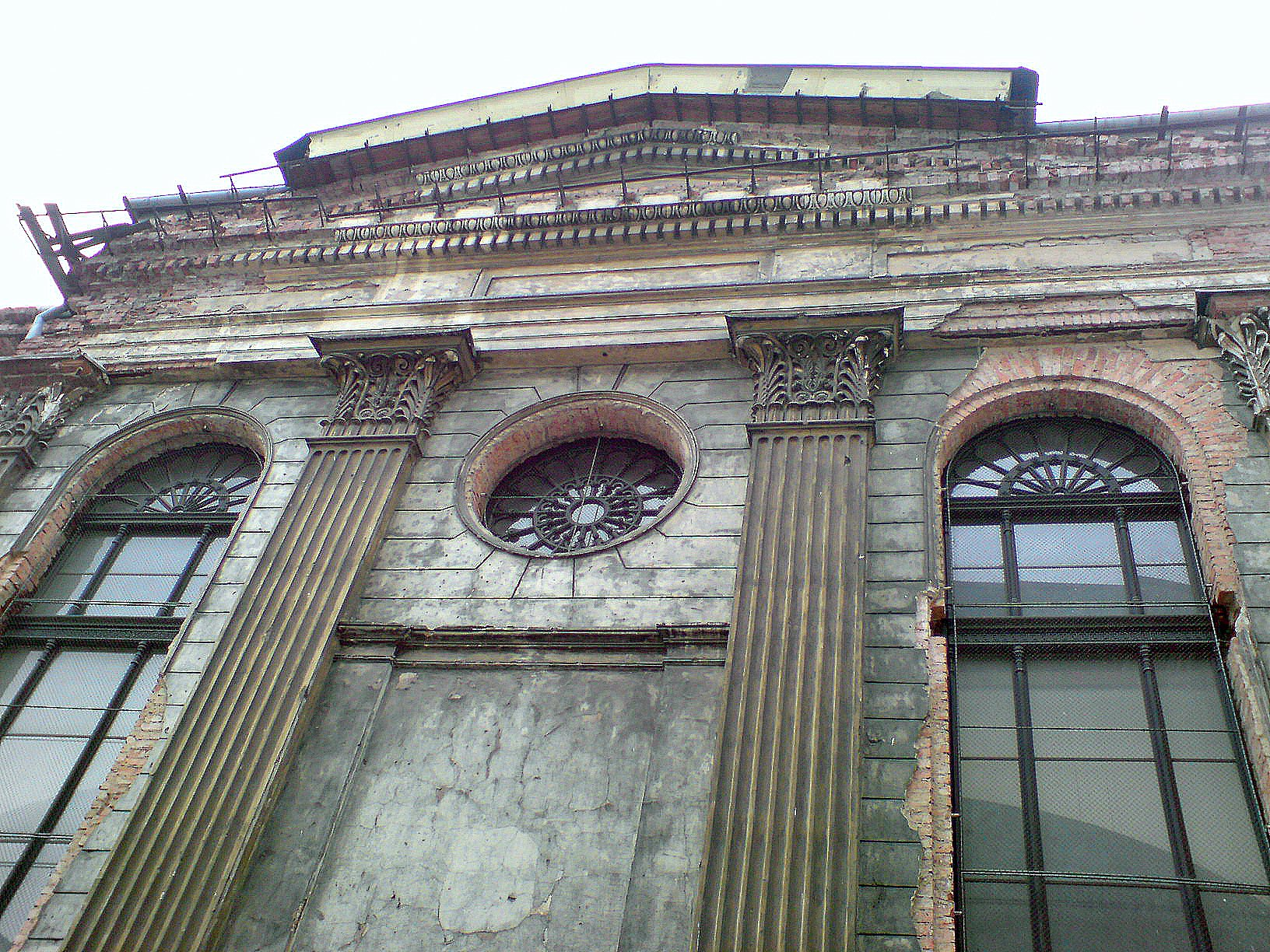
Mur Est - 2007
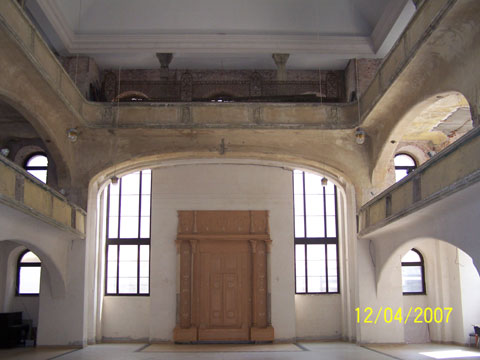
L'Arche sainte – avril 2007
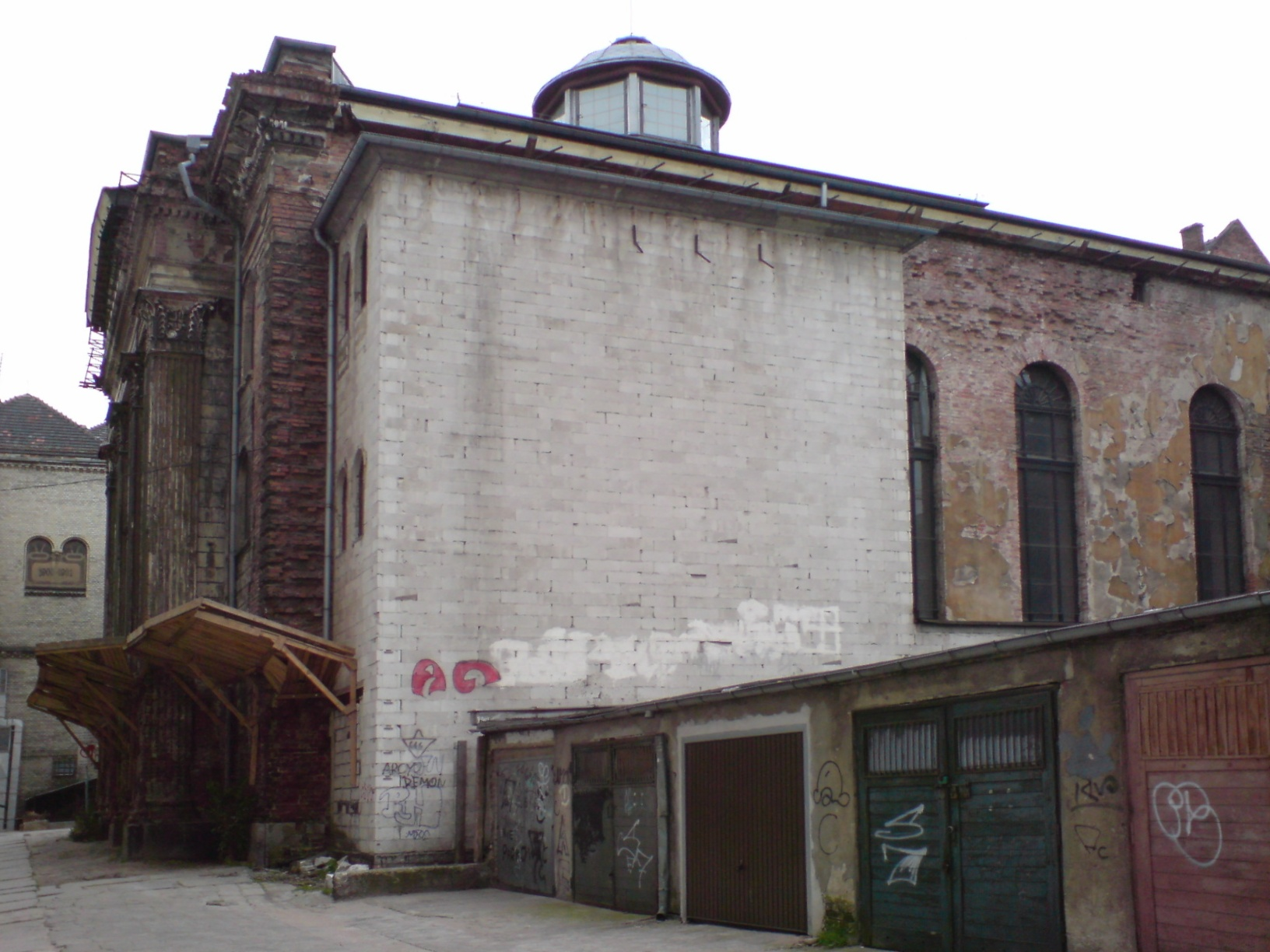
Mur Nord – juillet 2007
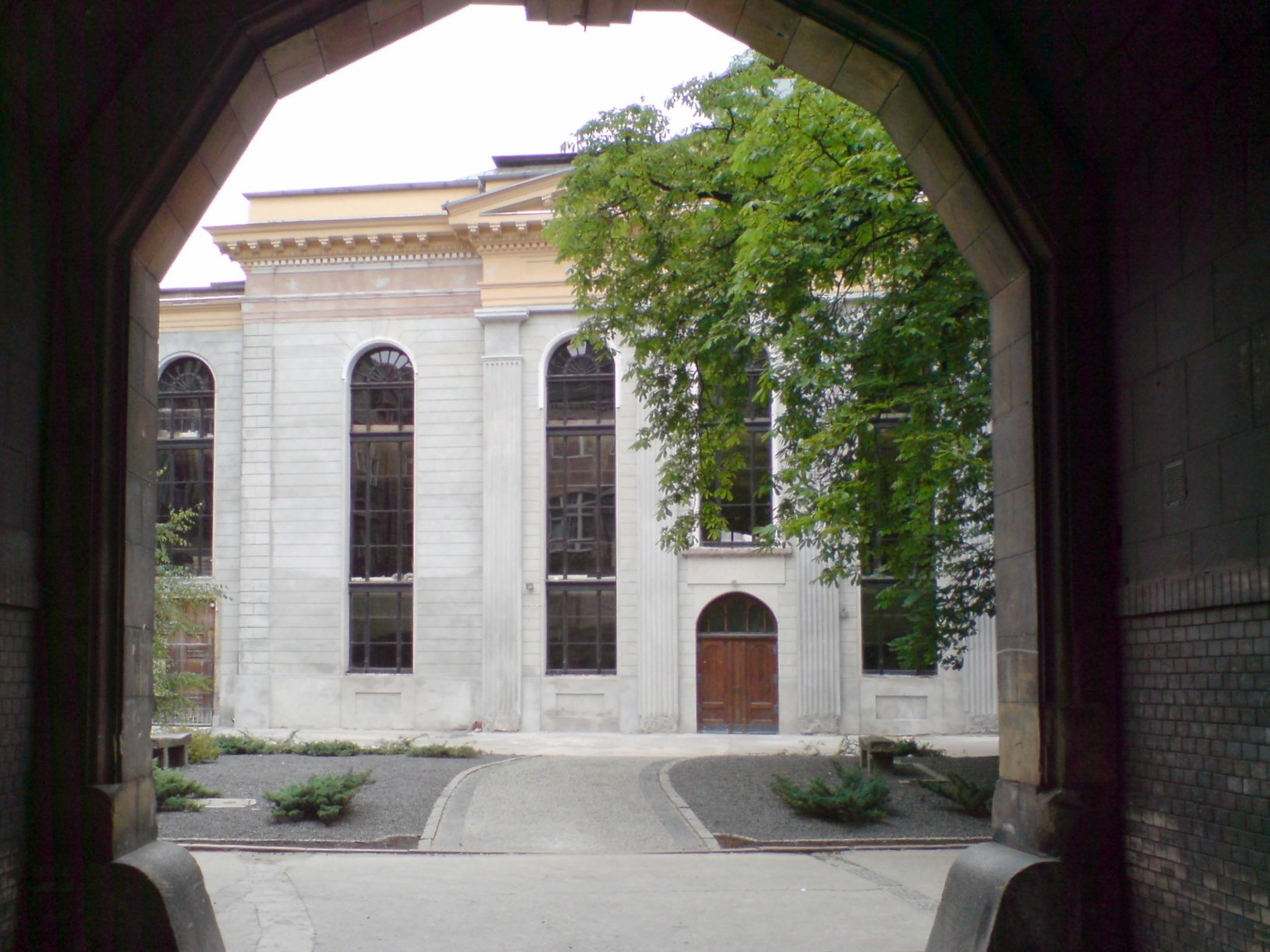
Vue de la porte – juillet 2007
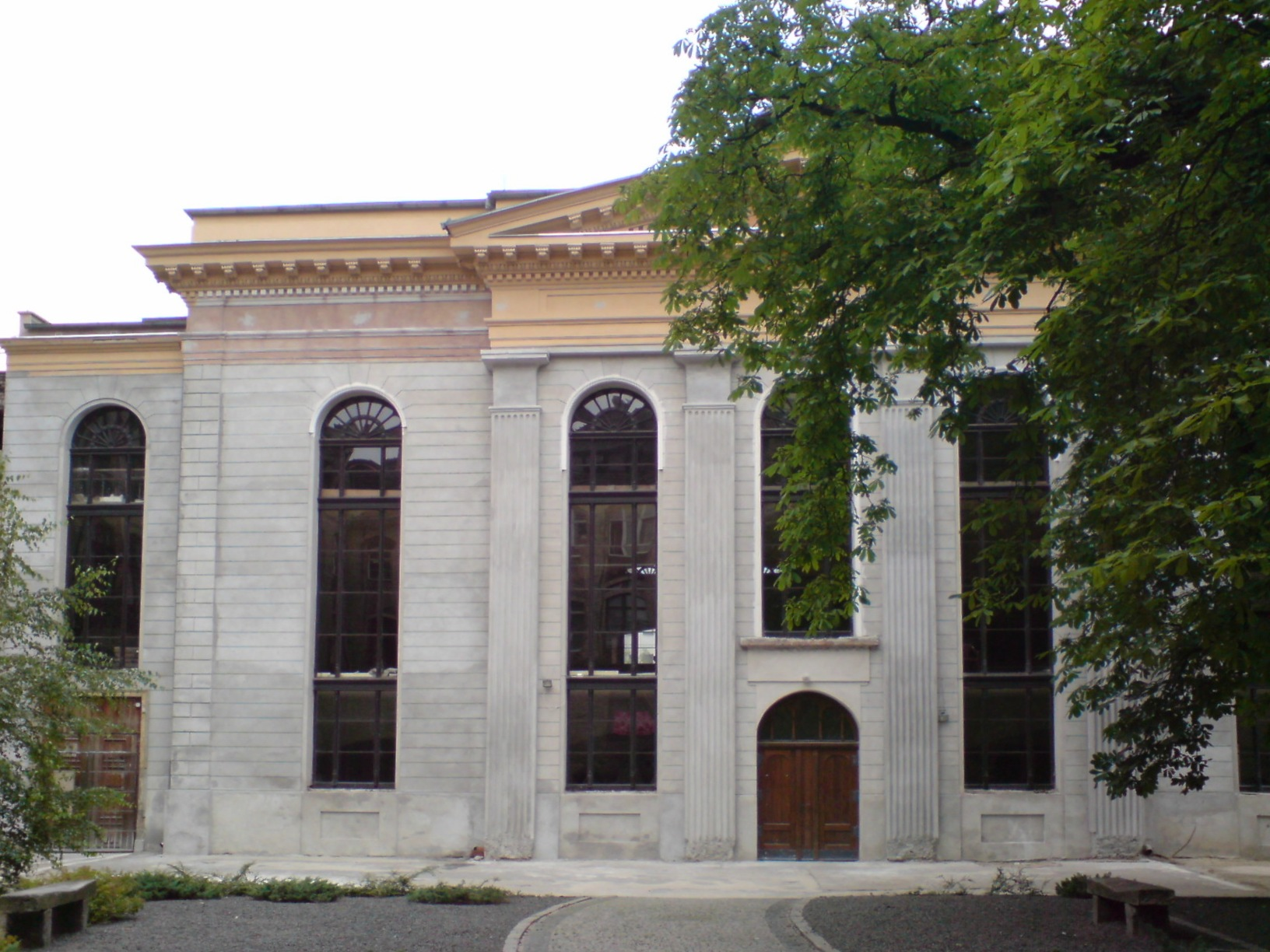
Synagogue en juillet 2007

### Référence
- (pl) Cet article est partiellement ou en totalité issu de l’article de Wikipédia en polonais intitulé « Synagoga pod Białym Bocianem we Wrocławiu » (voir la liste des auteurs).

1. ↑   (pl): Wrocław: ogień koło synagogi - ::::Forum:::: Żydzi - Chrześcijanie - Muzułmanie